# 區公所／法庭街車站
區公所／法庭街車站（英語：Borough Hall/Court Street station）是美國紐約地鐵一個地下車站複合，由BMT第四大道線、BMT百老匯線、IRT百老匯-第七大道線及IRT東公園道線、IRT萊辛頓大道線共用。車站在IRT路線以「區公所」命名但在BMT路線以「法庭街」命名。位於布魯克林下城及布魯克林高地法庭街、傑拉雷曼街及蒙塔格街的交界，設有以下列車服務：
- 2號線（僅平日停站）
- 4號線、R線列車（任何時候停站）
- 3號線列車（任何時候停站（深夜除外））
- 5號線列車（僅平日停站）
- N線列車（僅深夜停站）
- 有限度繁忙時段W線列車

## 車站結構
| G  | 街道                  | 出入口                                                                                |
| M  | 夾層                  | 閘機、車站詢問處 升降機位於法庭街及蒙塔格街交界最高法院大樓前，服務 及北行 線乘客     |
| B2 | 北行                  | 往威克菲爾德-241街（克拉克街） · 除深夜外往哈萊姆-148街（克拉克街）                   |
| B2 | 側式月台，左側開門    |                                                                                       |
| B2 | 側式月台，右側開門    |                                                                                       |
| B2 | 北行快速              | 往伍德羅恩（滾球綠地） · 往代里大道（平日）/涅雷大道（黃昏尖峰時段）（滾球綠地）      |
| B2 | 南行快速              | 往猶提卡大道（深夜時往新地段大道）（內文斯街） · 往夫拉特布殊大道（平日）（內文斯街） |
| B2 | 側式月台，右側開門    |                                                                                       |
| B3 | 南行                  | 往夫拉特布殊大道（霍伊特街） · 往新地段大道（霍伊特街）                               |
| B3 | 側式月台，右側開門    |                                                                                       |
| B4 | 北行                  | 往森林小丘-71大道（深夜時往白廳街）（白廳街） · 往迪特馬士林蔭路（深夜）（白廳街）    |
| B4 | 島式月台，左/右側開門 |                                                                                       |
| B4 | 南行                  | 往95街（深夜時往往康尼島-斯提威爾大道）（傑伊街-都會科技）                            |

## IRT百老匯-第七大道線月台
區公所車站位於IRT百老匯-第七大道線，於1919年4月15日，設有兩層。各層於南側都設有一個側式月台和一條軌道。往曼哈頓列車使用上層，南行列車使用下層。

## IRT東公園道線月台
區公所車站位於IRT東公園道線，設有兩個側式月台和兩條軌道。這是布魯克林第一個地下地鐵站，於1908年1月9日作為曼哈頓下城的IRT萊辛頓大道線延長線總站啟用。雖然轉乘需要另行付費，但令轉乘BRT高架鐵路福爾頓街線與默特爾大道線更容易。

## BMT第四大道線月台
法庭街車站是一個位於BMT第四大道線的慢車地鐵站，設有一個島式月台和兩條軌道，於1920年8月1日啟用。由於車站深度，因此兩塊軌道牆都是彎曲的。

## 延伸閱讀
- Lee Stokey. Subway Ceramics : A History and Iconography. 1994. ISBN 978-0-9635486-1-0

## 外部連結
- nycsubway.org—Brooklyn IRT: Borough Hall (West Side Branch)
- nycsubway.org—Brooklyn IRT: Borough Hall (East Side Branch)
- nycsubway.org—BMT Broadway Subway: Court Street
- nycsubway.org—Brooklyn IRT Contract 2 map: Map 1 (includes current and former track configurations, and provisions for future connections)
- Court Street/Cadman Plaza West and Montague Street entrance to the Broadway–Seventh Avenue Line from Google Maps Street View（页面存档备份，存于）
- Entrance and elevator in Columbus Park from Google Maps Street View
- Clinton Street and Montague Street entrance to Fourth Avenue Line from Google Maps Street View（页面存档备份，存于）
- Joralemon Street and Court Street entrance to Eastern Parkway Line from Google Maps Street View（页面存档备份，存于）
- IRT Eastern Parkway Line platforms from Google Maps Street View
- IRT Broadway - Seventh Avenue Line platforms from Google Maps Street View
- BMT platform from Google Maps Street View